# Підстрелити людину (фільм)
«Підстрелити людину» (англ. Gun the Man Down) — чорно-білий вестерн 1956 року режисера Ендрю В. Маклаглена з Джеймсом Арнессом у головній ролі.

## Сюжет
Після вдалого пограбування банку в Palace City Рем Андерсон, Метт Ренкін и Ральф Фарлі прямують до надійного укриття. Але Рем поранений, і двійко грабіжників кидають його в їхньому тимчасовому будинку, а самі рушають далі, прихопивши з собою дівчину Рема Дженіс. Рем потрапляє до рук поліції і отримує рік ув'язнення.
Після відбуття покарання Рем вирушає на пошуки напарників. Він зустрічає знайомого Біллі Діла, професійного найманого вбивцю, який підказує йому, де шукати тих, хто його зрадив.
Рем прибуває до невеликого містечка і відразу привертає увагу місцевого шерифа, який дає доручення своєму помічникові слідкувати за Ремом. Рем помічає біля місцевого салуну знайомого коня і розуміє, що знайшов тих, кого шукав. Помітивши Рема, Ренкін і Фарлі лякаються, і Фарлі намагається відразу втекти, але Рем стає цьому на заваді і примушує залишитися в місті. Ренкін наймає Біллі Діла вбити Рема за 5000 доларів, але Рему вдається захопити зненацька і вбити Біллі. Ренкін, Фарлі та Дженіс тієї ж ночі втікають з міста. Рем їх переслідує. Вранці шериф дізнається, що четвірка покинула місто, і зі своїм помічником вирушає слідом за ними. Під час переслідування Ренкін вбиває Дженіс, а потім випадково і Фарлі. Врешті Рем з Ренкіном опиняються в глухому куті каньйону, і після сутички Рем, здолавши Ренкіна, не вбиває його, а віддає в руки шерифу за вбивство Дженіс.

## У ролях
| Актор            | Роль               |
| ---------------- | ------------------ |
| Джеймс Арнесс    | Рем Андерсон       |
| Енджі Дікінсон   | Дженіс             |
| Еміль Мейер      | шериф Мортон       |
| Роберт Дж. Вілке | Метт Ренкін        |
| Дон Мегован      | Ральф Фарлі        |
| Майкл Еммет      | Біллі Діл          |
| Гаррі Кері       | помічник шерифа Лі |